# Philibert Hugonet
Philibert Hugonet   (Ducat de Borgonya, segle XV - Roma, 11 de setembre de 1484) fou un cardenal francès, conegut com el cardenal de Mâcon.

## Biografia
Philibert Hugonet va néixer a Borgonya (França) en una data desconeguda. Va estudiar al Bisbat de Mâcon i més tard a la Universitat de Pavia, on va obtenir un títol en dret civil i canònic.
El 2 d'octubre de 1472 va ser nomenat bisbe de Mâcon, càrrec que va ocupar fins a la seva mort.
El 7 de maig de 1473 va ser nomenat cardenal pel papa Sixt IV i el 17 de maig se li va donar el títol de Santa Lucia in Silice. El 17 d'agost de 1477 optà pel títol de Santi Giovanni e Paolo.
El 10 de juliol de 1484 va ser nomenat bisbe d'Autun, mantenint els altres càrrecs.
Va participar en el conclave de 1484, que va escollir el papa Innocenci VIII. Dues setmanes després de la conclusió del conclave, l'11 de setembre de 1484, va morir a casa seva de Campo de' Fiori. Va ser enterrat a la basílica de Santa Maria del Popolo, on és commemorat amb una placa.